# Кёльнская школа живописи

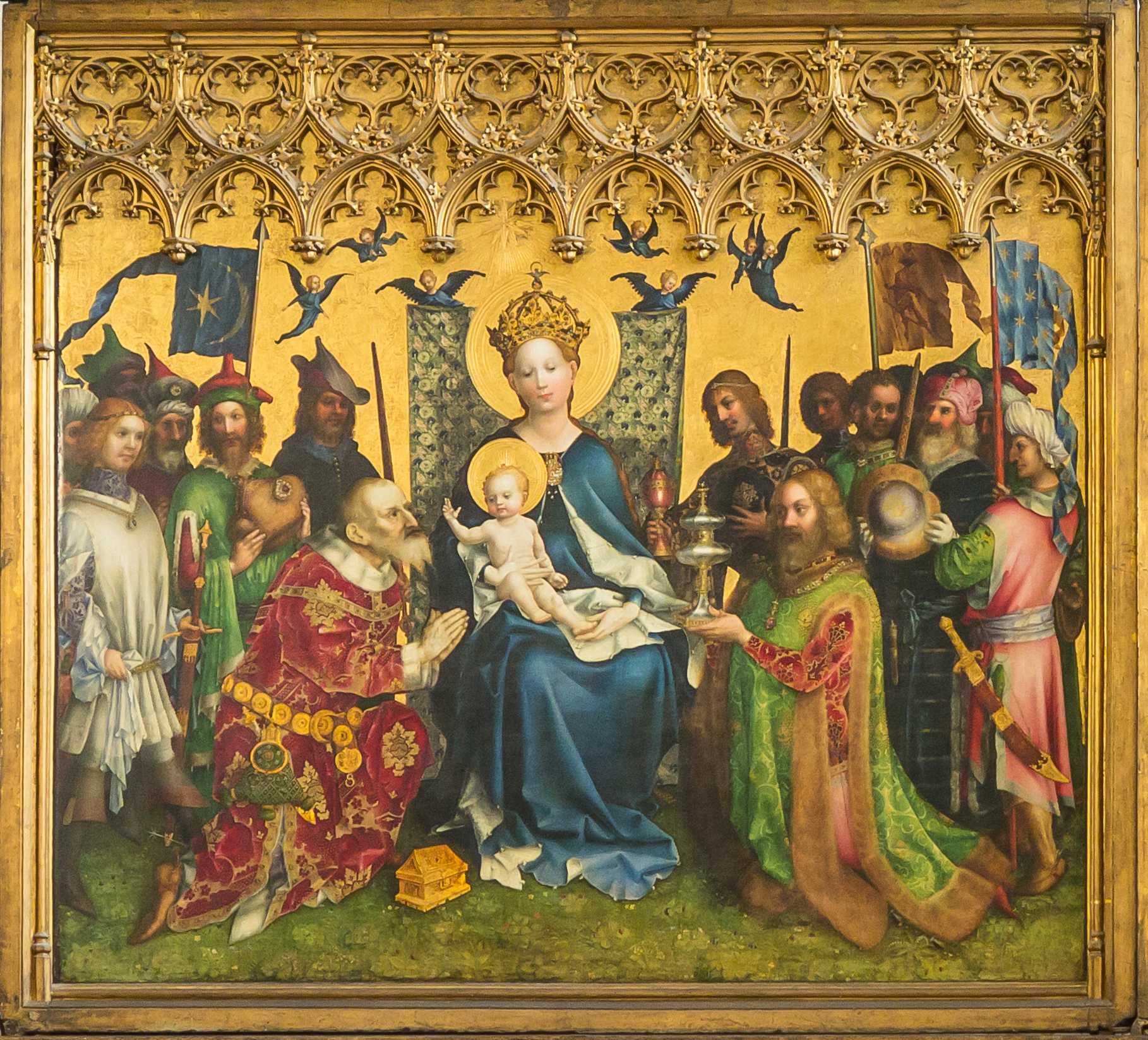
Штефан Лохнер: Алтарь Кёльнского собора (центральная часть), около 1450

Кёльнская школа живописи (нем. Kölner Malerschule) — одна из самых влиятельных немецких живописных школ в XV веке, сформировавшаяся в Кёльне.

## История
Кёльнская школа живописи — живопись на деревянных досках, расцвет которой относится к XIV—XV вв. Школа сыграла главную роль в развитии других немецких школ живописи. Крупнейший представитель кёльнской школы: Штефан Лохнер, прозванный мастером Штефаном Кёльнским, который работал в Кёльне более 20 лет) с начала 1430-х годов. Самое выдающееся его произведение — изображение Кёльнского собора, хранящееся в кёльнском музее Вальрафа-Рихарца.
К этой школе относят анонимного художника, прозванного Мастер жития Марии, по самому крупному его произведению — серии сцен из жизни девы Марии. Мастер жития Марии работал в Кёльне в период поздней готики около 1463—1490 гг.
Произведения школы представлены во многих музеях мира, но наибольшее их число находится в Кёльне.

### Галерея

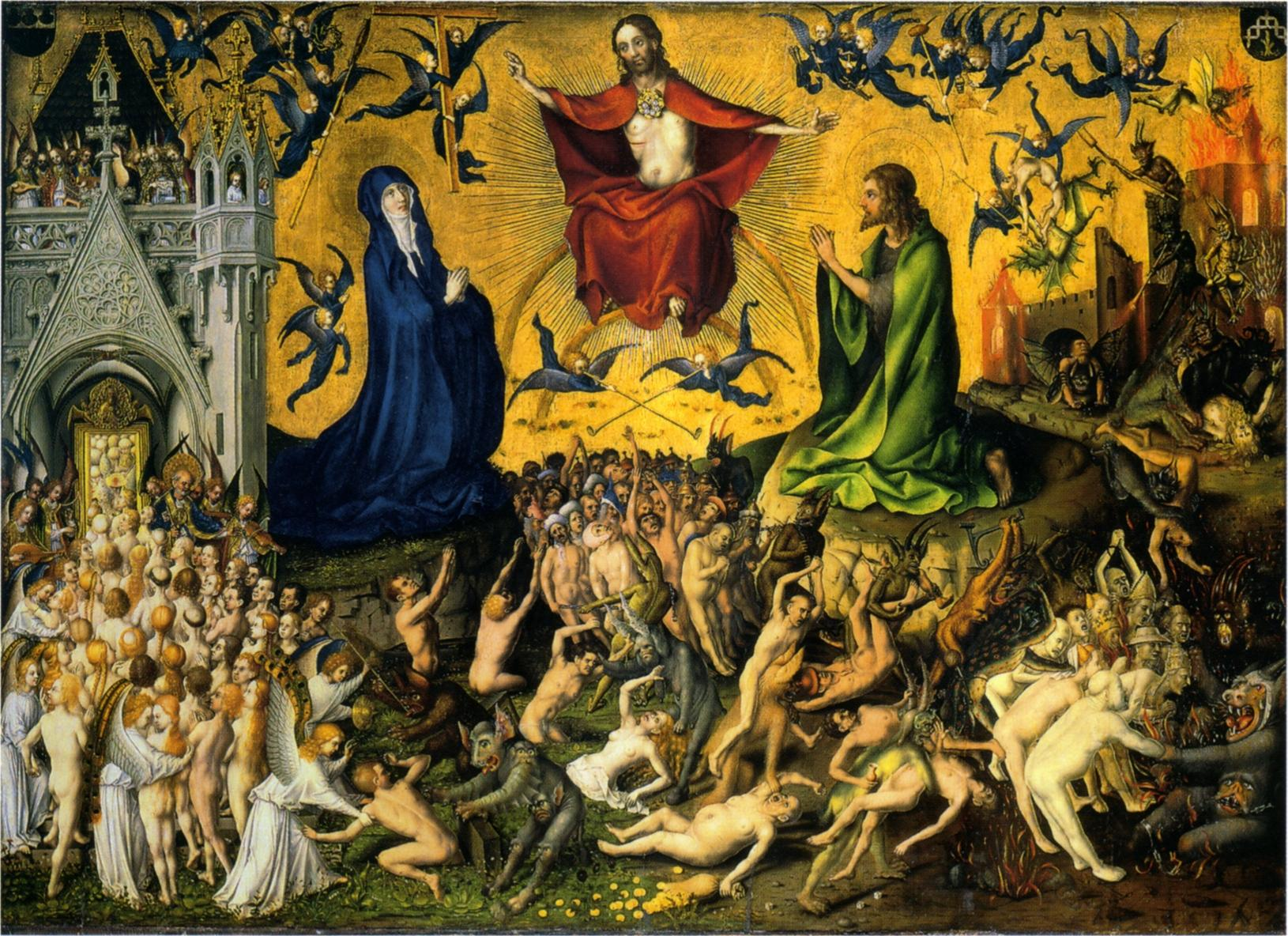
Страшный суд (Штефан Лохнер, около 1435)
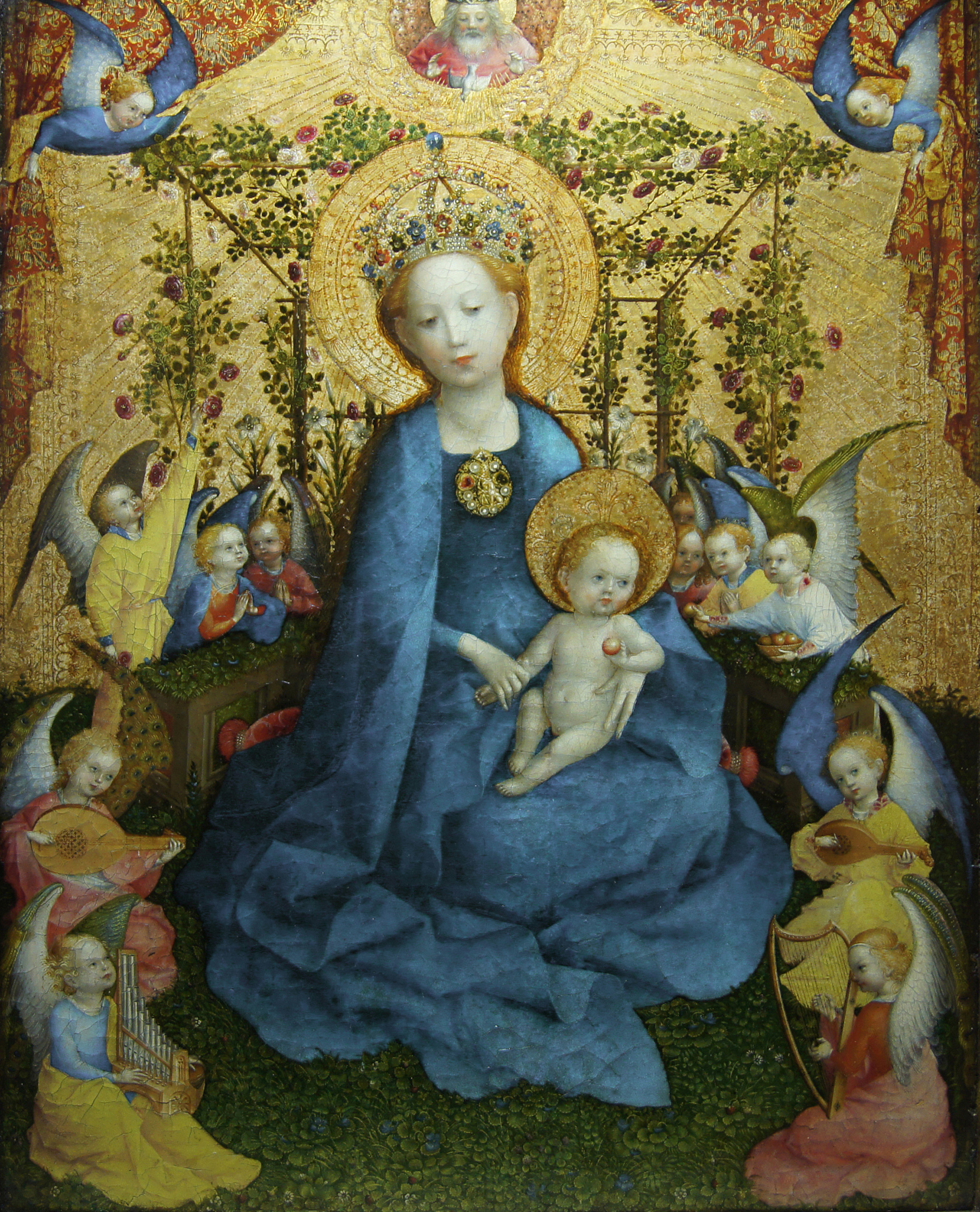
Богоматерь в беседке из роз (Штефан Лохнер, около 1448)
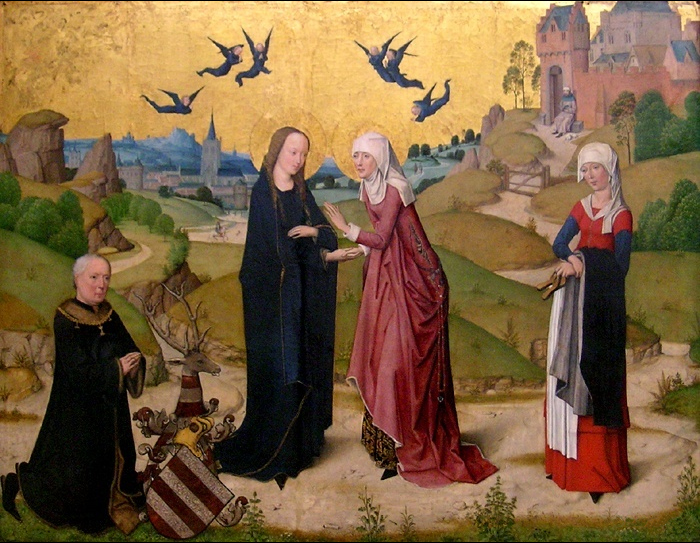
Встреча Марии и Елизаветы (Мастер жития Марии, около 1462)
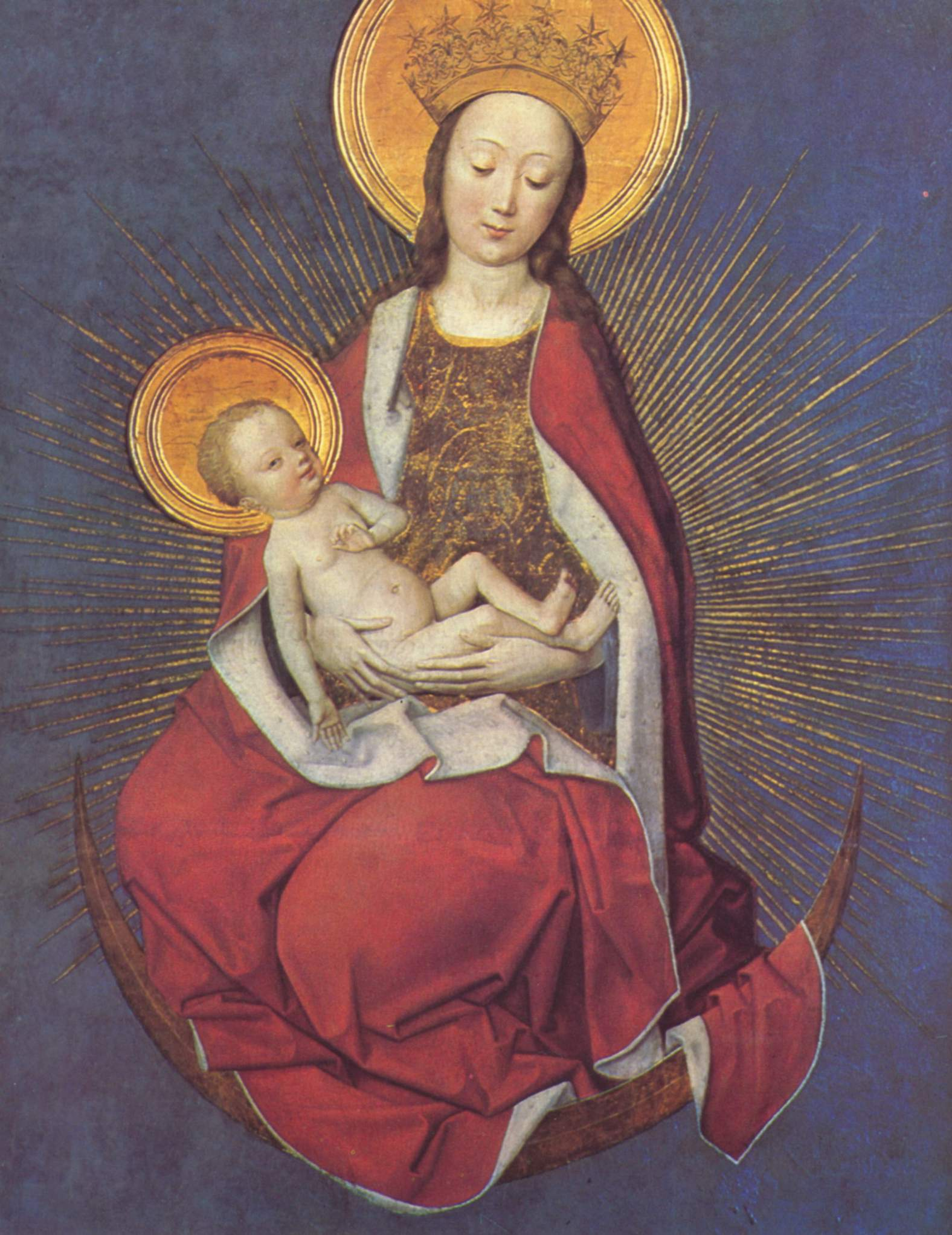
«Сияющая Мадонна» (Мастер жития Марии, 1460—1480)